# Crenoicus harrisoni
Crenoicus harrisoni är en kräftdjursart som beskrevs av Nicholls 1944. Crenoicus harrisoni ingår i släktet Crenoicus och familjen Phreatoicidae. Inga underarter finns listade i Catalogue of Life.